# Reacción de Bingel

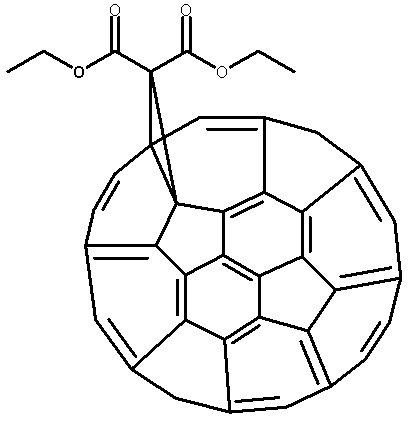
Bingel fulereno.

En química del fulereno se conoce como Reacción de Bingel a la reacción de ciclopropanación del fulereno en metanofulereno, descubierta por C. Bingel en 1993. El fulereno reacciona con el bromo dietil malonato, en presencia de una base como por ejemplo hidruro de sodio o DBU. En esta reacción, se utilizan enlaces dobles cortos localizados en la superficie del fulereno, en las uniones de dos hexágonos (enlaces 6-6) y la energía proviene de la liberación de estrés espacial. 
La reacción es de importancia en el campo de la química porque permite la introducción de extensiones útiles a la esfera fulerena. Estas extensiones alteran sus propiedades (solubilidad y comportamiento electroquímico) y por tanto tienen un amplio rango de potenciales aplicaciones técnicas.

## Mecanismo de reacción
El mecanismo de reacción es el siguiente: una base extrae un protón del ácido malonato generando una carbonación o alquenol que reacciona con el enlace doble del fulereno (al cual le "falta" un electrón) por medio de una adición nucleofílica. Esto a su vez genera una carbonación que desplaza al bromino por medio de una sustitución por adición nucleolífica en un anillo intramolecular con un cierre en anillo de ciclopropano.

## Ámbito
La reacción de Bingel es un método popular de funcinalizar fulerenos. Un malonato de haluro se obtiene a menudo in situ de una mezcla de base y Tetracloruro de carbono o yodo. La reacción es también conocida por ocurrir con los grupos éster reemplazados por grupos alquino en dialkinilmetanofulerenos.
.
Una alternativa a la reacción de Bingel es una reacción fulerena de diazometano. Los Éster N-(Difenilmetileno)glicinatos en una reacción de Bingel toman un camino conjugado distinto y reaccional hacia un dihidropirrol de fulereno.